# Kamenec (Novohradské hory)
Kamenec (německy Steinberg) je nejvyšší vrchol (1073 m n. m.) české části Novohradských hor a nejvyšší bod Žofínské pahorkatiny. Nachází se 3 km jihozápadně od Pohoří na Šumavě, 400 metrů od česko-rakouské státní hranice.

## Popis

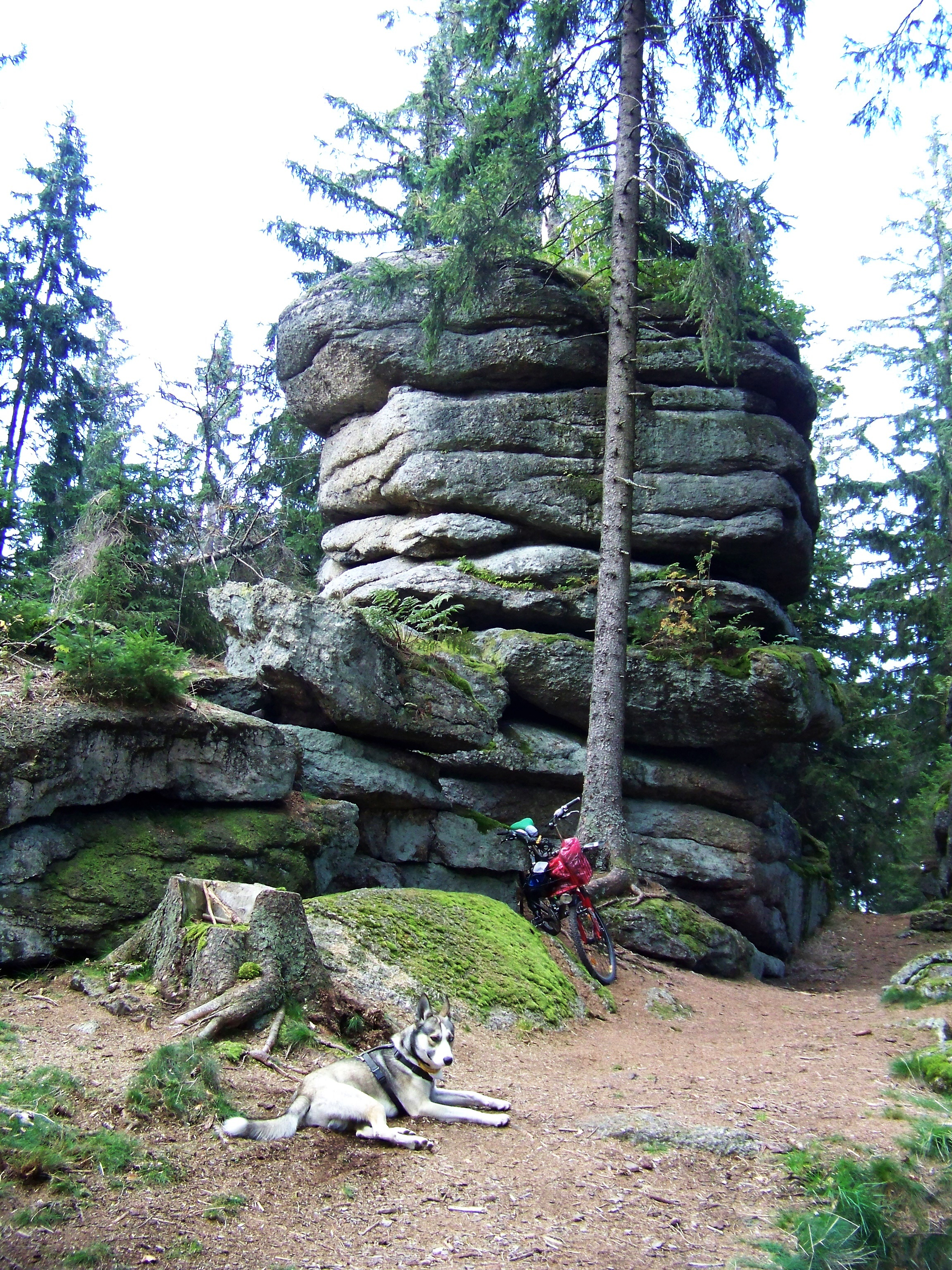
Vrchol s erodovanými balvany

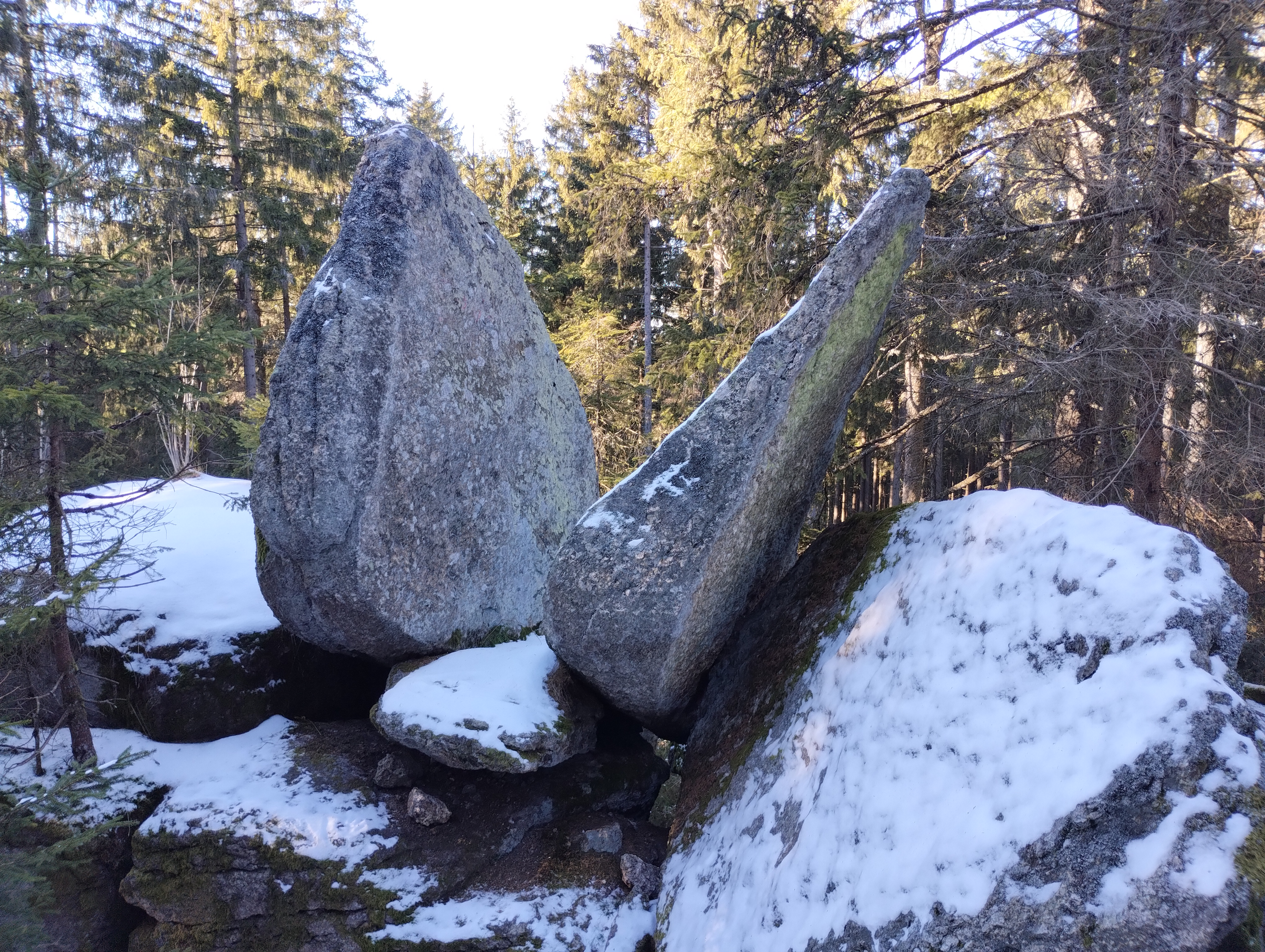
„motýl“ na Kamenci

Samotný žulový vrchol zalesněný smrkem je protažen ve směru SV-JZ a je tvořen dvěma vrcholy oddělené plochým sedlem. Jihozápadní vrchol dosahuje výšky 1058 m, na severovýchodním je umístěn geodetický bod. Oba vrcholy jsou skalnaté, přičemž na severovýchodním vrcholu je malé skalní město tvořené izolovanými skálami vysokými až 9 m a skalní hradba se skalními bránami a jeskyněmi.
Asi 350 m jihozápadně od vrcholu se nachází zřícenina hostince. Vrchol leží na hlavním evropském rozvodí Labe–Dunaj. Na severovýchodních svazích Kamence se nachází prameniště Pohořského potoka.

### Osada Paulina
Asi 1,2 km severně od vrcholu se v nadmořské výšce 955 m nacházela osada Paulina, v letech 1780–1852 zde byla provozována sklářská huť. Po roce 1945 bylo rozhodnuto osadu zalesnit a dochoval se pouze kříž poněkud zvláštních tvarů.

## V vrchol
Asi 1 km východo-jihovýchodně od hlavního vrcholu se nachází bezejmenný plochý vrchol, pojmenovaný autory projektu Tisícovky Čech, Moravy a Slezska jako Kamenec – V vrchol (999 m, souřadnice 48°34′58″ s. š., 14°40′58″ v. d.).

## Přístup
Na Kamenec vede zeleně značená turistická stezka z přibližně 3 km vzdáleného Pohoří na Šumavě.